# Бьяджи, Карло
Карло Бьяджи (итал. Carlo Biagi, 20 апреля 1914, Виареджо, Италия — 16 апреля 1986, Милан, Италия) — итальянский футболист, полузащитник. Прежде всего известный по выступлениям за клуб «Наполи», а также национальную сборную Италии.

## Клубная карьера
Во взрослом футболе дебютировал в 1930 году выступлениями за команду клуба «Виареджо», в которой провёл три сезона, приняв участие в 82 матчах чемпионата и забил 31 гол.
С 1933 по 1936 год играл в составе команд клубов «Прато», «Виареджо» и «Пиза».
В 1936 году перешёл в клуб «Наполи», за который отыграл 4 сезона. Завершил профессиональную карьеру футболиста выступлениями за команду «Наполи» в 1940 году.
Умер 16 апреля 1986 года на 72-м году жизни в городе Милан.

## Выступления за сборную
В 1936 году дебютировал в официальных матчах в составе национальной сборной Италии. В течение карьеры в национальной команде, которая длилась всего один год, провёл в форме главной команды страны 4 матча и забил 4 гола.
В составе сборной был участником футбольного турнира на Олимпийских играх 1936 года в Берлине, и получил титул олимпийского чемпиона.

## Титулы и достижения
- Олимпийский чемпион: 1936